# Acratosaura mentalis
Acratosaura mentalis ou lagartinho-do-folhiço, é uma espécie de lagarto da família Gymnophthalmidae. É endêmica do Brasil.